# Oude en Nieuwe Uitslag van Putten
De Oude en Nieuwe Uitslag van Putten was een polder en waterschap in de gemeente Nissewaard (voorheen Hekelingen en daarna Spijkenisse) in de Nederlandse provincie Zuid-Holland.
Het waterschap was verantwoordelijk voor de waterhuishouding in de polders.